# Cigogné
Cigogné település Franciaországban, Indre-et-Loire megyében. Lakosainak száma 462 fő (2022. január 1.). Cigogné Bléré, Reignac-sur-Indre, Athée-sur-Cher, Chédigny, Courçay és Sublaines községekkel határos.

## Népesség
A település népességének változása:
| Lakosok száma | 282  | 213  | 256  | 318  | 427  | 434  | 434  | 461  | 467  | 462  |
|               | 1968 | 1982 | 1990 | 2006 | 2013 | 2015 | 2017 | 2019 | 2020 | 2022 |